# Ungulina cuneata
Ungulina cuneata is een tweekleppigensoort uit de familie van de Ungulinidae. De wetenschappelijke naam van de soort is voor het eerst geldig gepubliceerd in 1798 door Spengler.